# Funkist
 (mars 2023).
Si vous disposez d'ouvrages ou d'articles de référence ou si vous connaissez des sites web de qualité traitant du thème abordé ici, merci de compléter l'article en donnant les références utiles à sa vérifiabilité et en les liant à la section « Notes et références ».
Funkist (ファンキスト) est un groupe de musique japonais.

## Biographie
Fondé en 2001, Funkist est un groupe japonais composé de sept membres. Chacun des sept membres de ce groupe joue un instrument et le groupe fonctionne comme un véritable orchestre. En effet, on y trouve du chant, de la guitare, mais aussi de la flûte, de la percussion, de la basse…
Funkist réalise plusieurs singles durant quelques années mais le groupe explose et réussit son entrée dans la cour des grands en 2009 avec son single Snow Fairy qui deviendra le premier générique de l'anime Fairy Tail.
Funkist entamera ensuite une tournée en Afrique du Sud où le groupe composera un autre single appelé Mama Africa.
En avril 2010, Funkist sort son tout dernier single FT/Peaceball dont le titre FT deviendra le troisième générique de l'anime Fairy Tail.

## Membres
- Chant : Saigo
- Guitare : Taiji
- Guitare : Yoshiro
- Flûte : Yoko
- Basse : Jotaro
- Percussion : Ogachi
- Batterie : Jushoku

## Discographie

### Singles
- 2006 : Japarican Soul
- 2008 : My Girl
- 2008 : Border
- 2009 : Monn Rise Carnival
- 2009 : Snow Fairy
- 2010 : Mama Africa
- 2010 : FT/Peaceball

### Albums
- 2005 : Resort
- 2008 : Sunrise 7
- 2010 : FUNKIST CUP
- 2011 : Pieceful
- 2012 : 7
- 2014 : Gypsy

### DVD
- 2009 : Monn Rise Carnival
- 2009 : Snow Fairy
- 2009 : Mama Africa
- 2010 : FT/Peaceball [Fairy Tail édition]
- 2010 : South Africa ni Than You Tour